# Friedrich von Flotow
Friedrich von Flotow, nemški operni skladatelj,* 27. april 1812, Teutendorf, Nemčija, † 24. januar 1883, Darmstadt, Nemčija.
Rojen je bil v aristokratski družini, mati je bila velika ljubiteljica glasbe in je sprva sama poučevala sina v klavirju. Oče pa se je upiral, da bi se sin posvetil glasbi. Leta 1828 je dobil njegovo dovoljenje in pričel s študijem glasbe na pariškem glasbenem konservatoriju, kjer se je seznanil s tedaj popularno operno glasbo. Zaradi študija v Parizu se v njegovih delih pozna vpliv francoskega okusa. Njegovi vzorniki so bili skladatelji Adam, Auber in tudi Offenbach. Od leta 1855 do 1862 je deloval kot upravnik dvornega gledališča v Šverinu.
Napisal je 29 oper, od katerih pa se je na repertoarjih opernih hiš do danes obdržala edinole Marta ali Sejem v Richmondu (1847), še zlasti zaradi glavne tenorske arije Lyonella "Ach, so fromm" (ital. "M'appari tutt'amor"). Flotow je bil med prvimi skladatelji, ki je odpravil govorjeni dialog in ga nadomestil z recitativom. 

## Glasbeni primer
- arija Lyonella v izvedbi tenorista Alfreda Krausa